# Vodárna v Obřím dole
Vodárna v Obřím dole je unikátní technická památka, která se nachází v centrální části Krkonošského národního parku na území města Pece pod Sněžkou v okrese Trutnov v Královéhradeckém kraji. Historický objekt vodárny, která od roku 1912 sloužila k dodávkám vody do České boudy na vrcholu Sněžky, byl v lednu roku 1996 prohlášen kulturní památkou České republiky.

## Historie
Vodárnu na Rudném potoce v Obřím dole nechal postavit v roce 1912 hrabě Rudolf Czernin-Morzin (1855–1927), který po smrti své matky, pocházející z rodu Morzinů, v roce 1907 zdědil rozsáhlé velkostatky v Krkonoších, včetně zámků ve Vrchlabí a Horním Maršově.

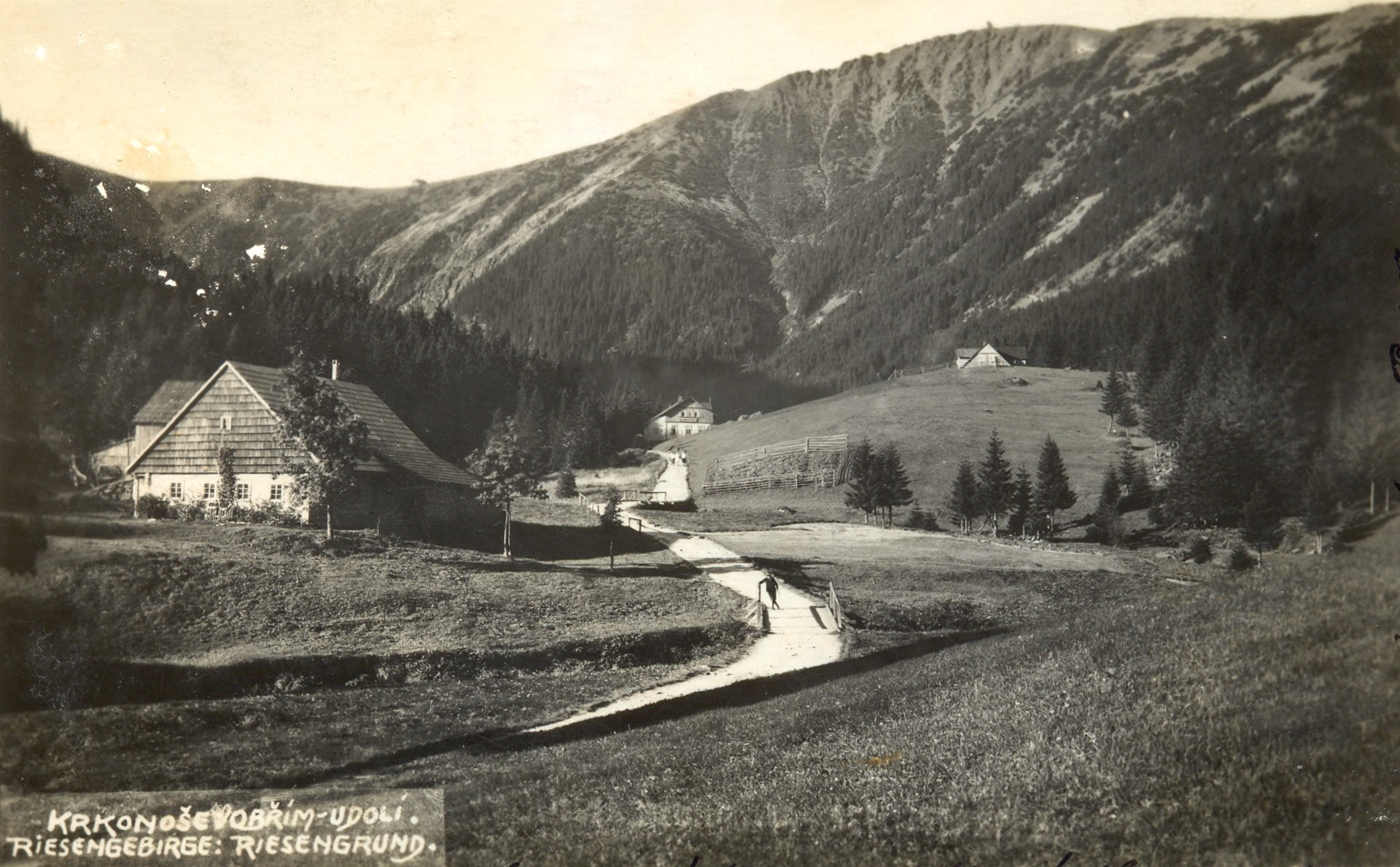
Obří důl na pohlednici z roku 1937, vodárna se nachází v jeho závěru pod skalnatými srázy Sněžky

Z vodárny byla 700 metrů dlouhým vodovodem s pomocí trkače vytlačována voda z Rudného potoka vzhůru do České boudy. Do té doby vodu na vrchol Sněžky pravidelně vynášelo ze Zlatého pramene nedaleko Obří boudy dvanáct nosičů. V zimě byl pro nezbytný provoz České boudy rozpouštěn sníh. Nově zbudovaný trkač dokázal dopravit na vrchol Sněžky denně dva tiscíce až čtyři tisíce litrů vody.
Vodárna byla v provozu až do 50. let 20. století, kdy kvůli nedostatečné údržbě a špatnému stavu vodovodu přestala plnit svou funkci. Česká bouda na vrcholu Sněžky sloužila výletníkům od roku 1868. V roce 1990 byla bouda, která v té době patřila podniku Interhotely Krkonoše, na návrh hygieniků uzavřena. Prázdný objekt převzalo město Pec pod Sněžkou, které však nedokázalo na zboření chátrající budovy shromáždit dostatečné prostředky. Za symbolickou jednu korunu proto přenechalo Českou boudu Správě Krkonošského národního parku, která zajistila likvidaci této stavby během podzimních měsíců roku 2004.
V roce 2022 Správa Krkonošského národního parku nechala nákladem zhruba čtvrt milionu korun opravit jednotlivé části historické vodárny. Oprava byla financována z prostředků Operačního programu Životní prostředí. Byla opravena kamenná střecha, vnější fasáda a vnitřní omítky. Také turbína, mříže a vstupní dveře byly opatřeny novým nátěrem.

## Popis

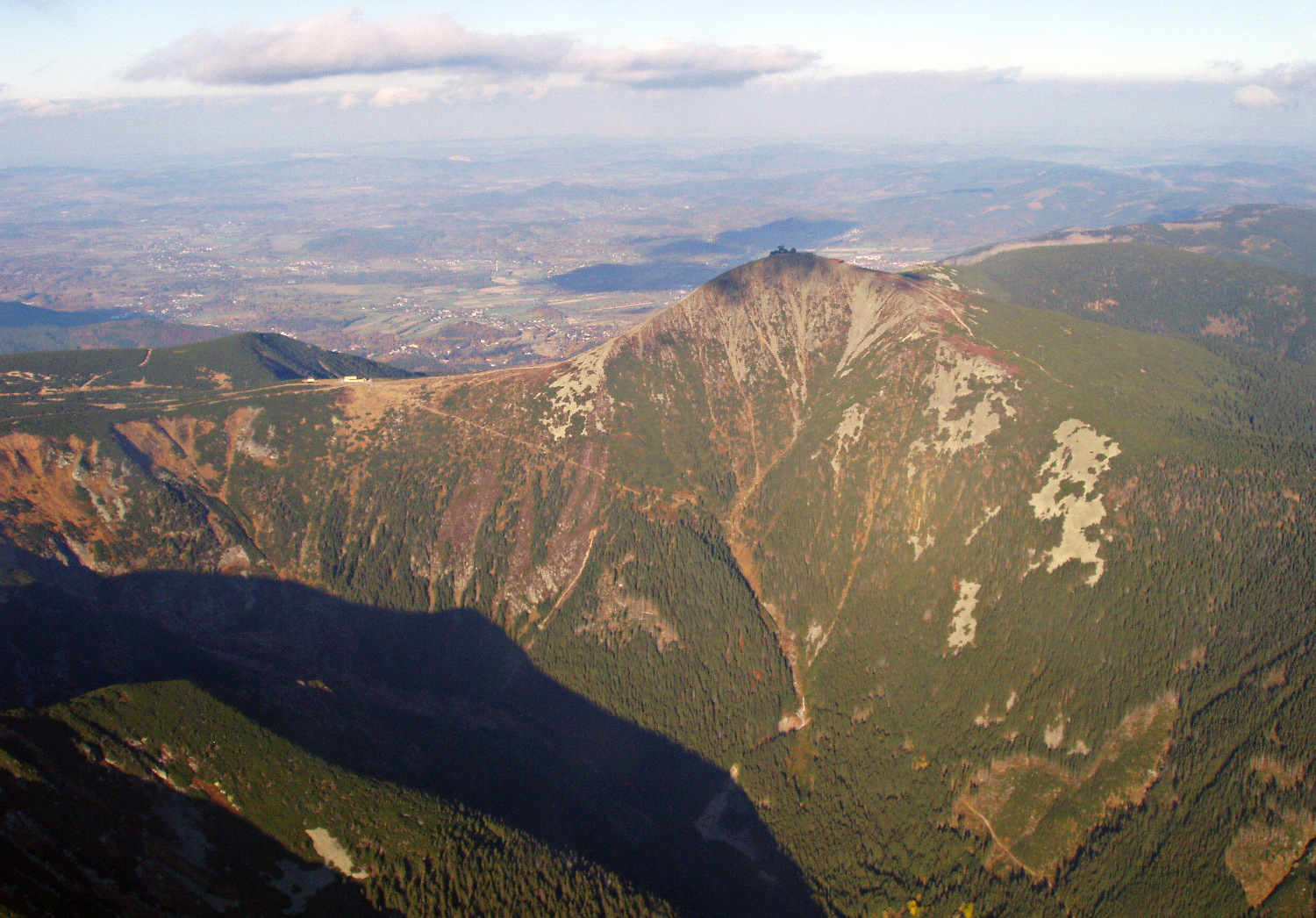
Letecký snímek Obřího dolu, na němž je vidět umístění vodárny a turistická stezka, která od vodárny odbočuje vlevo na hřeben Krkonoš

Zrušená vodárna se nachází na lesním pozemku (dle katastru nemovitostí na parcele číslo 525)  v nadmořské výšce přibližně 1230 metrů na katastrálním území obce Pec pod Sněžkou. Objekt je kamenná přízemní budova ze žulových kvádrů s pultovou střechou. Střecha je krytá kameny a zatravněná náletovými porosty. Uvnitř objektu se zachovala podstatná část technického zařízení.
Původní výtlačná výška trkače činila 392 metrů, což v dané době představovalo nejvyšší výtlačnou výšku takovéhoto vodního zařízení v Evropě.. 
Důležitou součástí mechanismu vodárny byla Peltonova turbína. Voda z Rudného potoka byla pomocí drenáží sbírána do tří nádrží. Z výšky 150 metrů pak byla pouštěna  potrubím do Peltonovy turbíny, s níž bylo spojeno verttikální pístové čerpadlo. 
Čerpadlo, rovněž  poháněné vodou z Rudného potoka, pak hnalo vodu potrubím o průměru 40 milimetrů do nádrže na vrcholu Sněžky. Nádrž měla objem 3000 litrů a byla umístěná v podkroví České boudy. Při nedostatku vody v potoce byl pro čerpání vody k dispozici záložní diesový agregát.

## Přístup

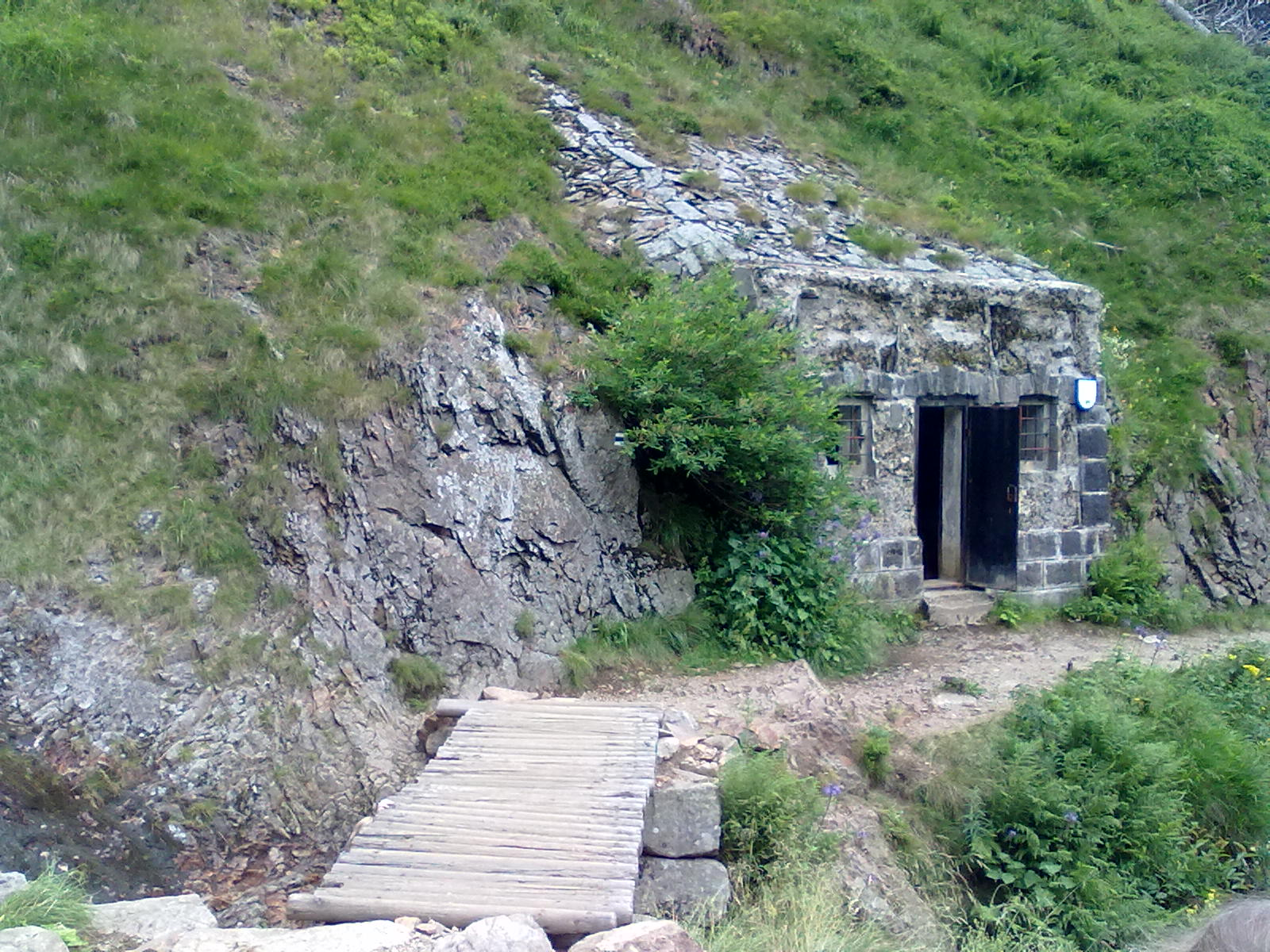
Mostek přes Rudný potok u vodárny

Objekt vodárny je zvenčí volně dostupný po modře značené turistické stezce, která vede z Pece pod Sněžkou Obřím dolem kolem bývalé Kovárny vzhůru do Obřího sedla, odkud pak odbočuje červená značka na vrchol Sněžky.
Trasa z Pece k místu, kde stávala Obří bouda, je pojmenovaná jako Kavinova cesta na památku profesora botaniky Karla Kaviny, který se spolupodílel na založení Krkonošského národního parku.Celková pěší trasa z centra Pece k vodárně je dlouhá pět kilometrů, poslední úsek cesty od dolu Kovárna k mostku přes Rudný potok činí necelý jeden kilometr. Na vrchol Sněžky od vodárny zbývají ještě zhruba dva kilometry cesty.V zimním období je cesta Obřím dolem uzavřená kvůli lavinovému nebezpečí.
Asi tři desítky metrů severovýchodně od bývalé vodárny začíná soustava vodopádů a kaskád Rudného potoka, z nichž nejvyšší měří 16 metrů. Podloží toku, který pramení v nadmořské výšce 1300 metrů, zde tvoří krystalický vápenec.